# Drop the Dead Donkey
Drop the Dead Donkey var en brittisk komediserie, en situationskomedi som sändes på Channel 4 i Storbritannien från 1990 till 1998. Serien utspelar sig på nyhetsbolaget "GlobeLink News", ett fiktivt företag som producerar nyhetsprogram för tv. Avsnitten spelades in nära inpå sändningen, och serien kunde på så sätt använda sig av aktuella nyhetshändelser att skämta om, vilket också gav den en viss realism. 
Serien skapades av komikerna och manusförfattarna Andy Hamilton och Guy Jenkin. Enligt den svenske komikern Kryddan Peterson är den baserad på en idé som Helt apropå-gänget presenterade för engelska kollegor runt 1989-90. Efter att ha tjatat på tv-ledningen fick man själva senare köpa in det engelska materialet, och skapade då serien Döda danskar räknas inte. Arbetsnamnet på Drop the Dead Donkey hade ursprungligen varit Dead Belgians Don't Count.